# Eurolanche
Eurolanche es el club de fans europeo de los Colorado Avalanche de la National Hockey League (NHL). Tal y como apunta la propia NHL, Eurolanche es el mayor club de fanes de los Colorado Avalanche en el mundo. David Puchovsky, un periodista eslovaco, fundó Eurolanche en 2007 y es su Presidente. Uno de los objetivos principales del club de fanes es el de unir a los aficionados de los Avalanche y organizar viajes desde Europa a Colorado.

## Historia
Eurolanche se fundó el 12 de agosto de 2007. En poco tiempo, el proyecto se hizo popular entre la comunidad de hockey en Europa. Pocos meses después, Eurolanche lanzó su primera web profesional y dominio. En el verano de 2008, siete aficionados de los Avalanche se reunieron en Eslovaquia con el por aquel entonces portero de Colorado Peter Budaj. Un par de meses después se organizó el primer viaje a Denver (conocido como Eurolanche Invasion I)
La parte más exclusiva del trabajo de Eurolanche es el proyecto 'Eurolanche Invasion'. Desde 2008, se han organizado nueve Eurolanche Invasions con una presencia total de 54 fanes europeos en 56 partidos de Colorado Avalanche. Está previsto para la temporada 2017/2018 un viaje aniversario, Eurolanche Invasion X. Los integrantes de cada viaje siempre se reúnen con jugadores de los Avalanche, acuden a al menos 6-7 partidos y realizan una gran cantidad de excursiones tanto dentro como fuera del estado de Colorado. A lo largo de los años han visitado también Canadá y México.
Desde aquel memorable primer encuentro con Budaj, Eurolanche organizó nuevas quedadas en Europa con antiguos y actuales miembros de los Colorado Avalanche. En la lista están Paul Stastny, Milan Hejduk, Jan Hejda, Steven Reinprecht, Uwe Krupp, David Koci y David Aebischer. Más quedadas se han organizado en Colorado durante los viajes.
Hasta ahora, diez encuentros de los miembros del club de fanes se han organizado en Eslovaquia y República Checa.
Recientemente, 57 miembros de 10 países distintos viajaron a Suecia para asistir a dos atípicos partidos de Colorado Avalanche contra Ottawa Senators como parte de la NHL Global Series. Algunos de estos asistentes le entregaron en Estocolmo a Joe Sakic en persona el libro de Eurolanche. El libro, titulado "10 años de Eurolanche" se publicó a finales de 2017 en eslovaco e inglés en el décimo aniversario del club de fanes, en una edición limitada de 300 copias que casi se agotaron poco después.
12 miembros del club de fanes también acudieron a la NHL Stadium Series entre Colorado y Detroit Red Wings en 2015.

## Membresía
Ser miembro de Eurolanche no tiene coste para ningún aficionado de los Colorado Avalanche. Sus principales ventajas son exclusivas para los socios que vivan en Europa. Sin embargo, la mayoría de esas ventajas están disponibles para aquellos miembros que hayan acudido a cualquier evento de Eurolanche en al menos dos años.
Hay más de 800 miembros registrados de 43 países y 6 continentes, incluidos fanes de España. El registro se realiza mediante el formulario en la web principal de Eurolanche.

## En los medios de comunicación
Un buen número de medios nacionales e internacionales han informado sobre Eurolanche. La lista incluye entrevistas para NBC Sports, Altitude TV, Fox 31Fox 31, CBS Denver, The Hockey News, NHL.com, ColoradoAvalanche.com, Denver Post, DIGI Sport y muchas más.